# Gabriela Jáuregui
Gabriela Jáuregui (Ciudad de México, 1979) es una escritora, poeta y crítica literaria mexicana.

## Carrera
Jáuregui nació y se crio en Ciudad de México. Realizó la mayor parte de sus estudios en los Estados Unidos, es maestra en escritura creativa por la Universidad de California en Riverside, maestra en literatura comparada por la Universidad de California en Irvine y doctorado en literatura comparada de la Universidad del Sur de California. Ha publicado obras en inglés y en español, incluyendo la colección de poesía Controlled Decay (2008) y la colección de cuentos La memoria de las cosas (2015). También fue una de las coautoras de la obra Taller de taquimecanografía (2012). Es cofundadora del colectivo editorial independiente Sur+. Además, es presidenta del Jurado del Premio Aura Estrada.
En 2017, fue incluida en la lista Bogotá39, donde se mencionan a los escritores más destacados de Latinoamérica menores de 39 años.

## Obras
- Controlled Decay [Inglés]. Akashic Books, 2008.[9]
- Taller de taquimecanografía. Tumbona Ediciones, 2011 (coescrito con Aura Estrada, Laureana Toledo y Mónica de la Torre).[10]
- La memoria de las cosas. Sexto piso, 2015.[11]
- Leash Seeks Lost Bitch [Inglés]. Song Cave, 2016.
- ManyFiestas! [Inglés]. Gato Negro Ediciones, 2017.[12]
- Tsunami [Edición y prólogo]. Sexto piso, 2018.[13]
- Herramientas desobedientes, en Jauregui, G. (ed.). Sexto piso, 2018.[13]
- Tsunami 2 [Edición y prólogo]. Sexto piso, 2020.[14]
- Feral [Autora]. Sexto piso, 2022[15]